# 鄚子淌
鄚子淌（越南语：／；？—1780年），越南阮主將領。
鄚子淌是河僊鎮統治者鄚天賜次子，為夫人阮氏所生。景興三十二年（1771年）十月，暹羅大舉入侵河僊。鄚子淌負責率領水軍，防守海路關口。河僊鎮失陷時，他與兄弟鄚子潢、鄚子溶一起，保護鄚天賜下戰船，逃往鎮江道尋求避難。
景興三十六年（1775年）春，北方鄭主軍隊破順化，阮主阮福淳逃到嘉定。鄚天賜率諸子拜謁，鄚子淌受封勝水欽差該奇，他因此被尊稱為「翁水」（Ông Thủy）。三十八年（1777年），隨鄚天賜逃往暹羅，獲得鄭昭的收留。
景興四十一年（1780年）夏，鄚天賜受到誣告而被下獄論罪。不久鄚天賜自殺。鄚子淌等五十三人被鄭昭處決。
鄚子淌的一個兒子鄚公栖藏匿暹羅民間，倖免於難。1789年，他與鄚天賜、鄚子潢的遺體被鄚公柄帶回河僊安葬。